# Cmentarz wojenny nr 29 – Siepietnica-Bugaj
Cmentarz wojenny nr 29 – Siepietnica-Bugaj – cmentarz z I wojny światowej, zaprojektowany przez Johanna Jägera, położony na terenie wsi Siepietnicy w gminie Skołyszyn w powiecie jasielskim w województwie podkarpackim. Jeden z ponad 400 zachodniogalicyjskich cmentarzy wojennych zbudowanych przez Oddział Grobów Wojennych C. i K. Komendantury Wojskowej w Krakowie. Należy do II Okręgu Cmentarnego Jasło.

## Opis
Cmentarz znajduje się w przysiółku Bugaj nad potokiem Olszynka. Spoczywa tam około 84 żołnierzy, którzy zginęli w czasie I wojny światowej. Obiekt kilkukrotnie remontowano, ostatni raz w 2006 roku. Obecnie jest o wiele mniejszy niż pierwotnie. Początkowa powierzchnia wynosiła około 200 m². Dzięki zagęszczeniu krzyży z daleka przypomina nieco kępkę grzybów. Cmentarz w bardzo dobrym stanie, wzorowo odnowiony.
Napis na tablicy inskrypcyjnej po niemiecku (treść w wolnym polskim tłumaczeniu) głosi:
Przystańcie! Może między nami jest, ten kogo kochaliście...

## Galeria

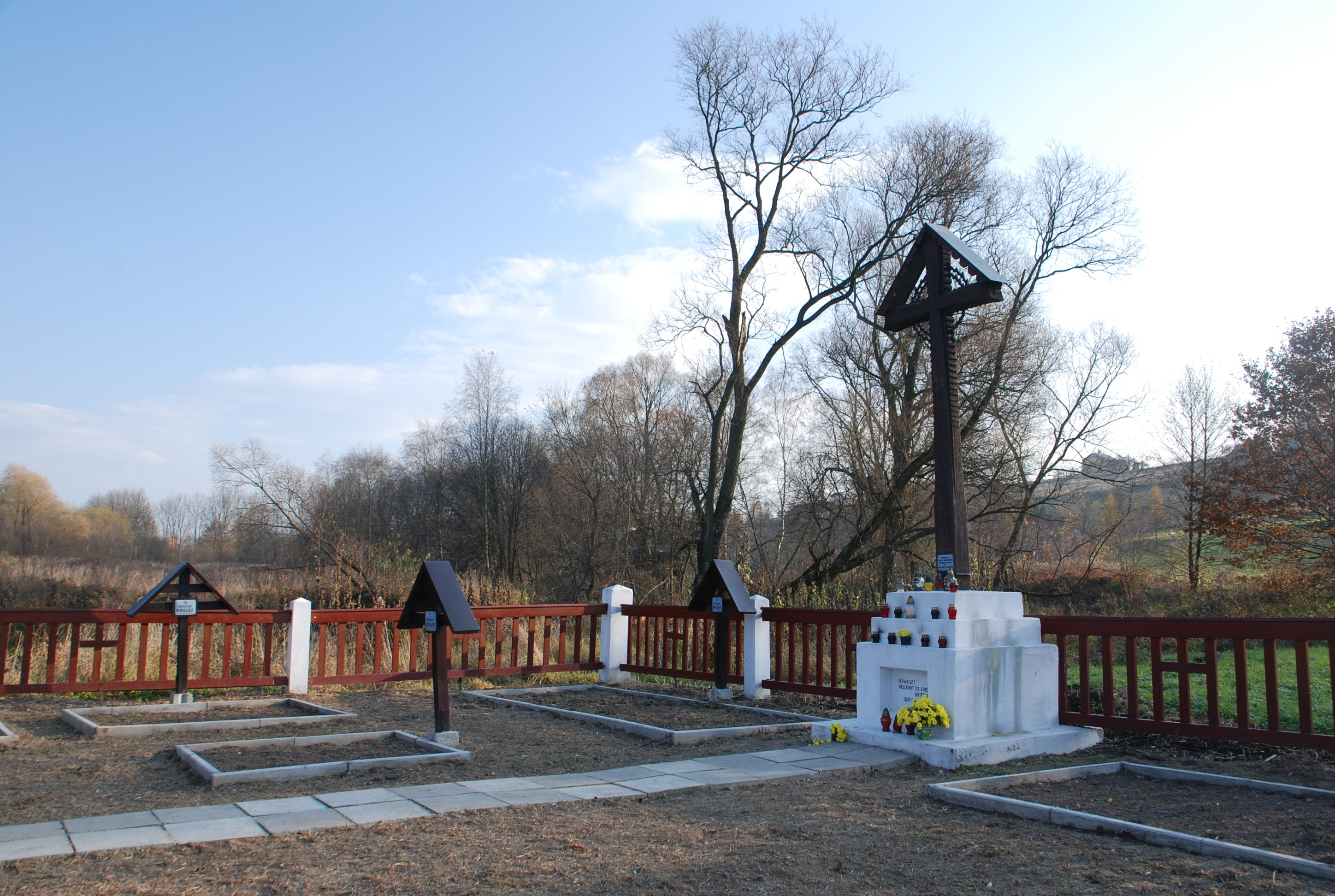
Pomnik centralny
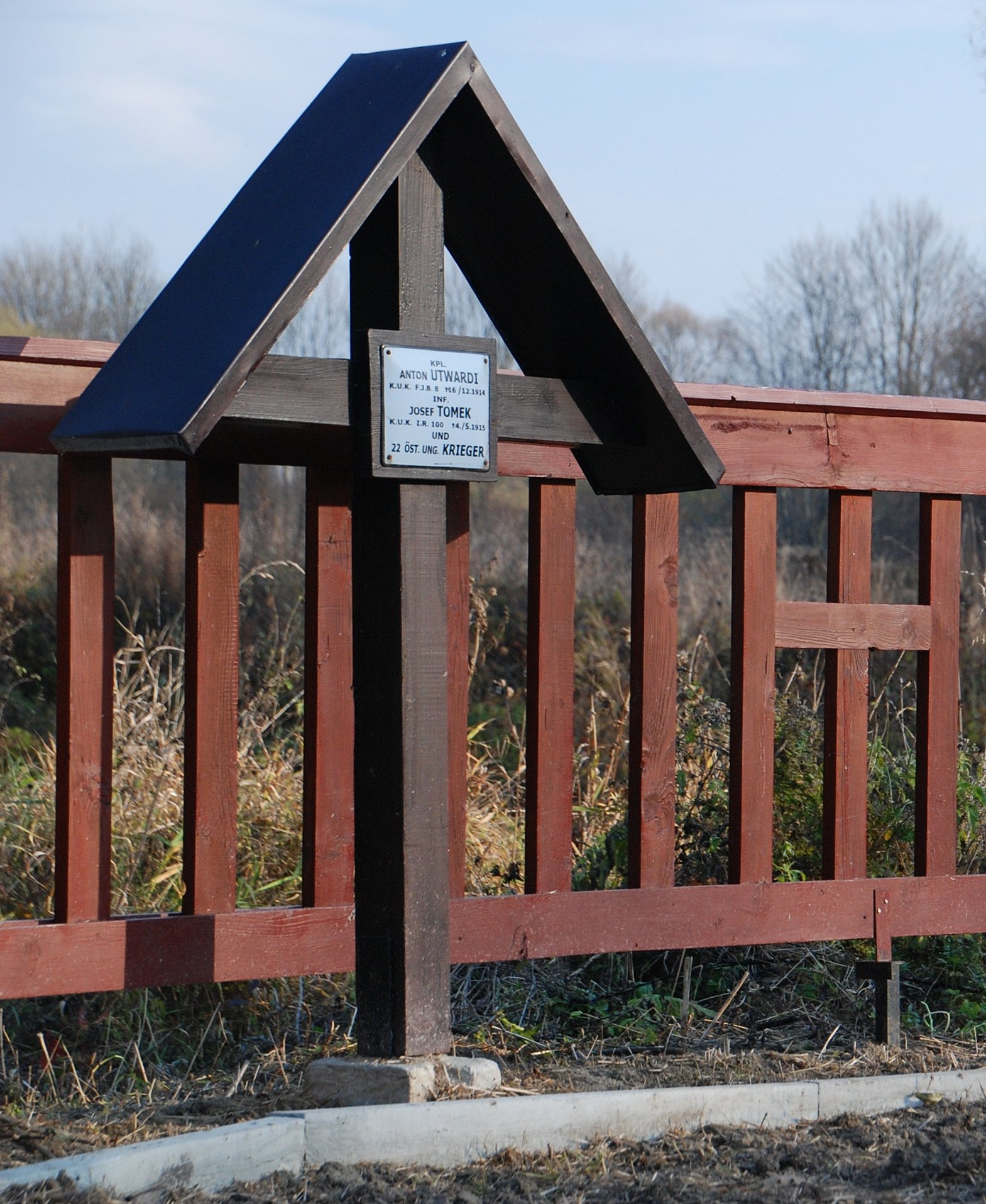
Krzyż austriacki
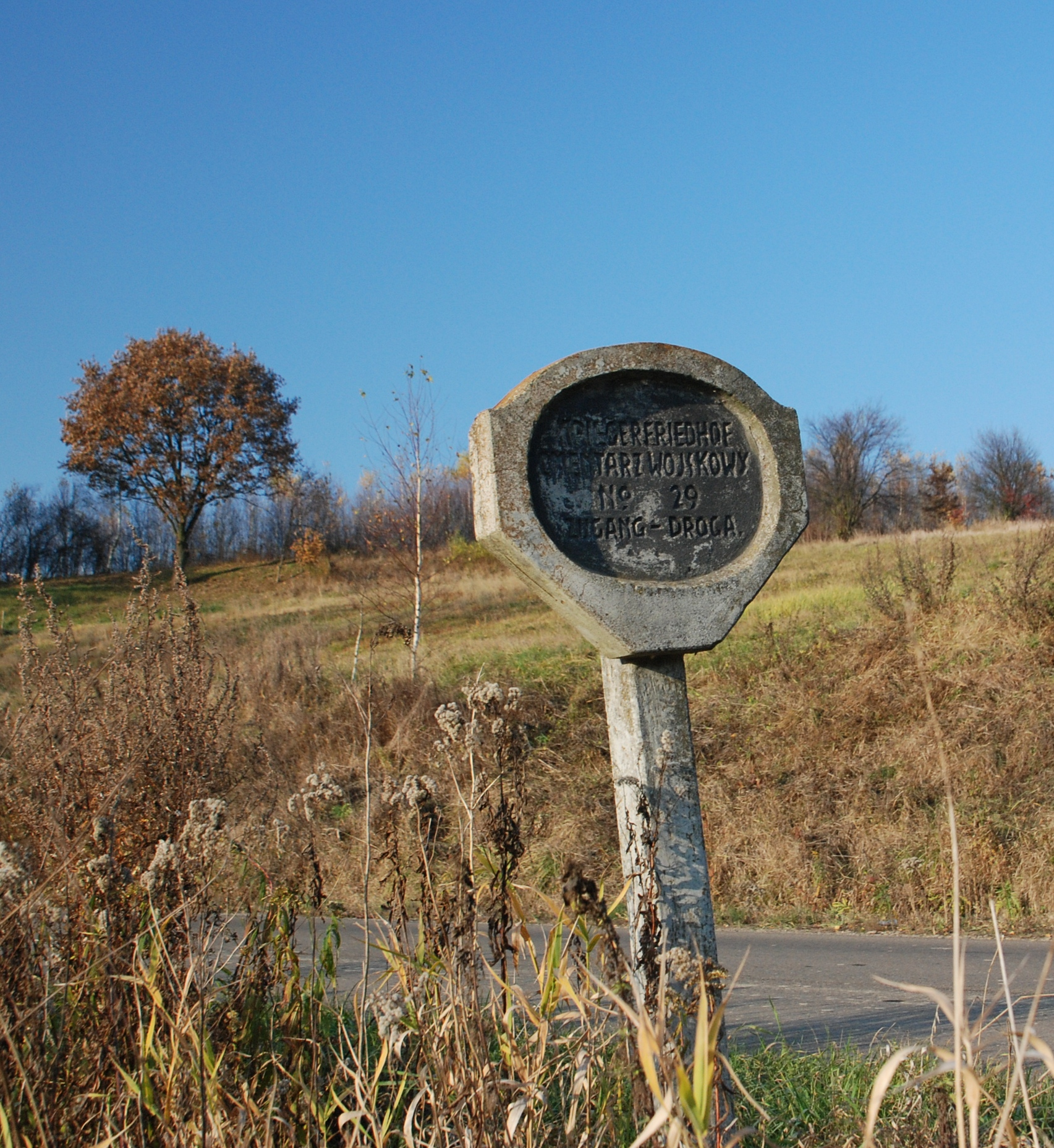
Tablica informacyjna